# بيت مكمان
بيت مكمان (بالإنجليزية: Pete McMahon)‏ هو لاعب كرة قدم أمريكية أمريكي، ولد في 15 أكتوبر 1981 في دوبوك في الولايات المتحدة.

## وصلات خارجية
- بيت مكمان على موقع JustSportsStats.com (الإنجليزية)